# Король Кокосових островів

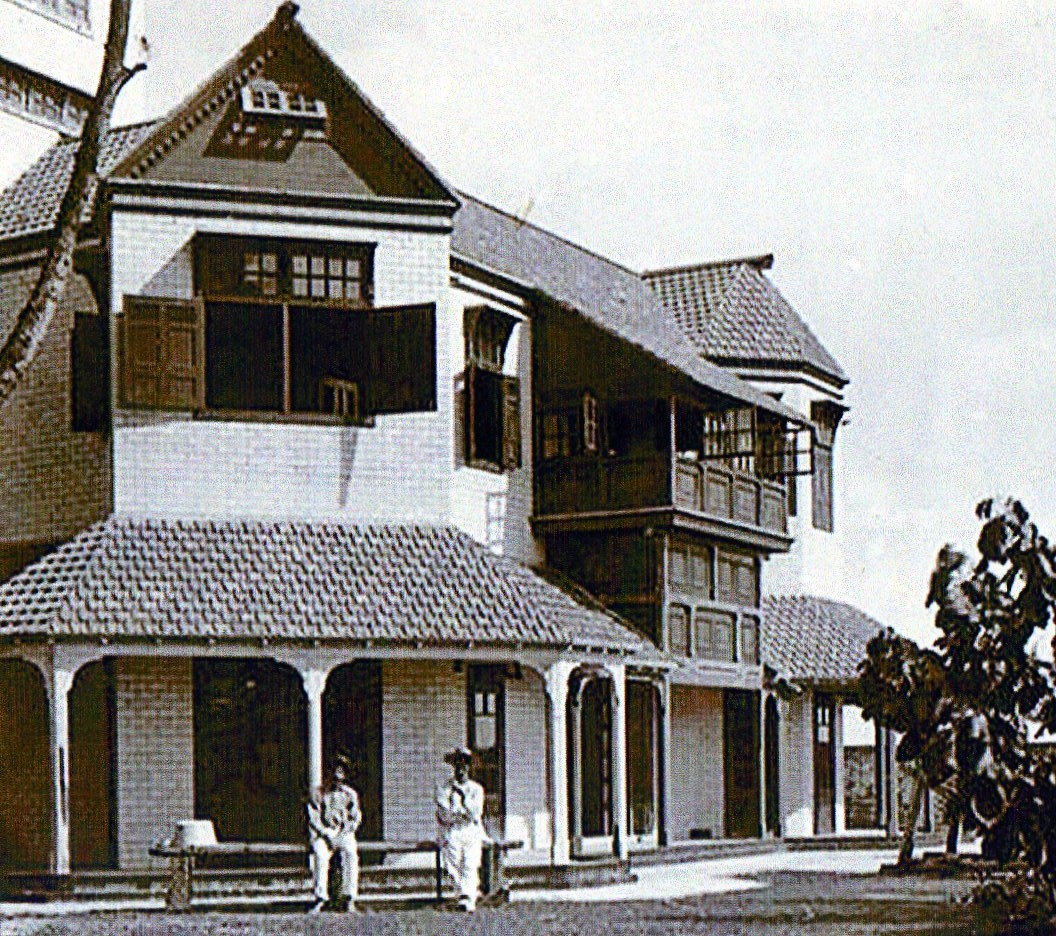
Океанія-Хауз, резиденція родини Клюніс-Росс

Король Кокосових островів — самопроголошений титул власників Кокосових островів, що передавався в 5 поколіннях сім'ї Клюніс-Росс з 1827 по 1978 роки. Титул був проголошений Джоном Клюніс-Россом, шотландським капітаном, який заснував перше поселення на Саут-Айленді, в 1827 році.

## Історія

### Джон Клюніс-Росс (Росс I)
Джон Клюніс-Росс народився в 1786 році в Вейсдейлі, невеликому селі на Шетландських островах. У 1813 обіймав посаду третього помічника і гарпунника на китобійному судні «Баронеса Лонгвіль», що промишляло поряд з Тимором, коли отримав можливість стати капітаном бригу «Олівія».
У 1825 році Джон Клюніс-Росс вперше опинився поряд з безлюдним Кокосовим островом. Після його обстеження Джон вирішує оселитися на ньому. У 1827 році Джон зі своєю родиною і другом переїхав на острів і проголосив себе королем Россом I. Джошуа Слокам дотримується іншої періодизації, він пише, що Джон Клюніс-Росс натрапив на острів в 1814 році, коли ходив на кораблі до Борнео, а через 2 роки переїхав туди разом зі своєю родиною, тещою і 8 моряками для заселення. Після прибуття на острів, Клюніс-Росс знайшов на ньому Олександра Хейра, англійського торговця, сумно відомого гаремом з малайських жінок і работоргівлею. Клюніс-Росс і Хейр не ладнали один з одним і в 1831 році останній залишив острів.
Клюніс-Росс і Хейр завезли на острів малайських робітників для вирощування пальм і виробництва копри і кокосової олії. У 1836 році Чарлз Дарвін відвідав Кокосовий острів і зазначив, що на ньому проживало більше сотні малайців, які формально будучи вільними людьми, фактично жили в рабських умовах. 1837 року робітники влаштували страйк, вимагаючи підвищення зарплат. Клюніс-Росс пообіцяв надати кожній родині будинок із садом.
Клюніс-Росс торгував з голландськими судами, що ходять від Яви і Суматри. Незабаром він прийняв голландське громадянство.

### Джон Георг Клюніс-Росс (Росс II)

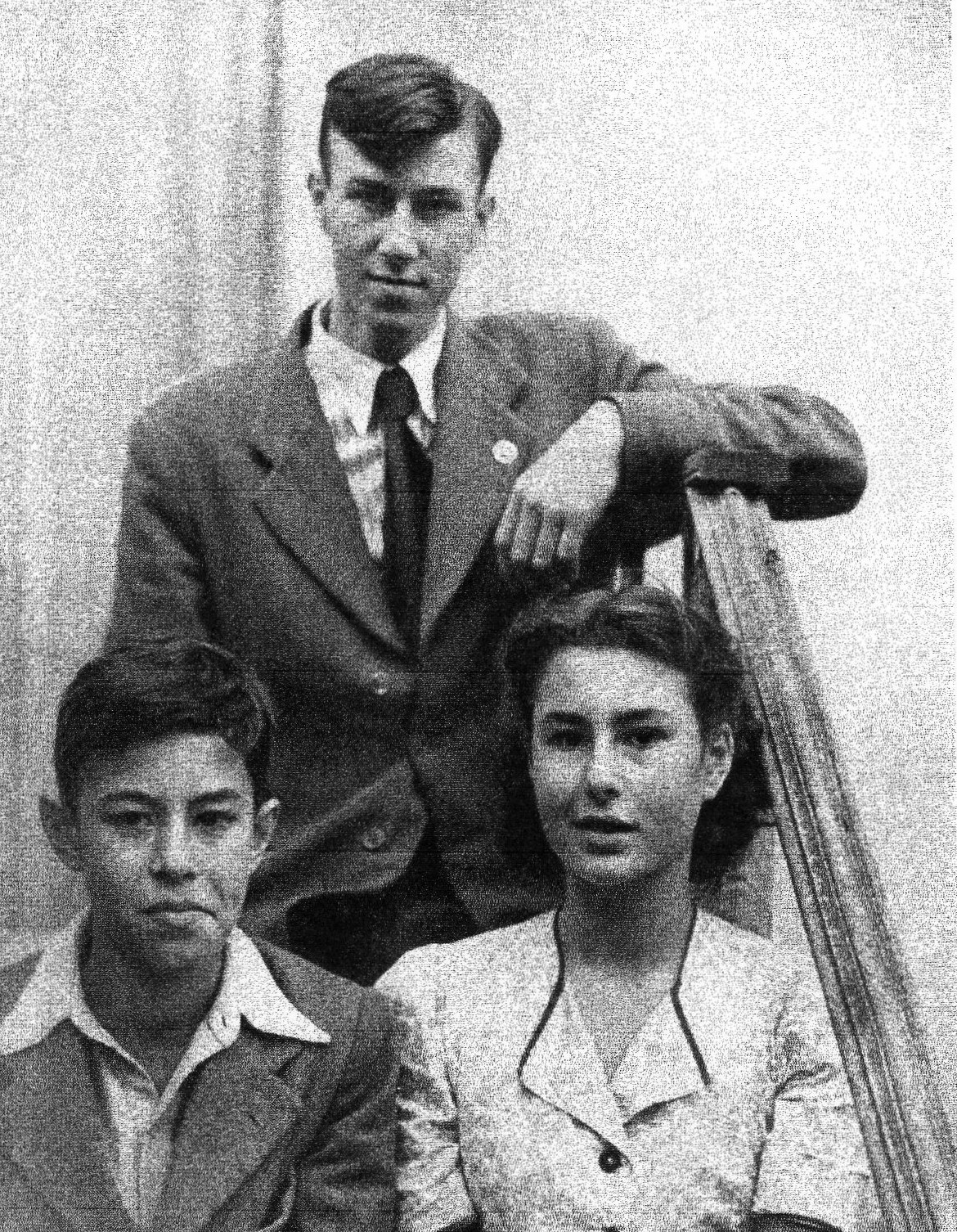
Родина Клюніс-Росс, покоління 1930-х років

У 1851 році Джон Георг Клюніс-Росс почав керувати островом. У 1857 році на острів прибув капітан Стівен Фрімантл, який взяв острів під своє управління від імені Уряду Великобританії, Джон Георг був призначений керуючим, а капітан залишив острів, пробувши на ньому 3 місяці. Поява британського капітана ніяк не вплинула на автономію Клюніс-Росса, але порушила його торгові договори з урядом Яви. В 1860 році Джон Георг прибув до Великобританії з проханням про приєднання його володінь до складу Британських колоній. Його прохання залишилося без відповіді. У 1864 році на острів прибув ще один британський корабель, який завершив дослідження острова. Також виявилося, що капітан Стівен Фрімантл помилково анексував острів, вважаючи, що висадився на острові, що входить до складу Андаманських островів.

### Георг Клюніс-Росс (Росс III)
В 1871 році після смерті батька королем островів став Георг Клюніс-Росс, старший син Джона Георга. Георг не відразу вступив до управління, а зібрав мешканців для вибору нового керівника острова. На зборах Георга було обрано новим правителем Кокосових островів. 1868 року Георг одружився з дівчиною з кілінгських малайців.
У 1886 році королева Вікторія надала острови у вічне володіння родині Клюніс-Росс, а Кокосові острови включила до складу колонії Стрейтс-Сетлментс. Щороку на острів приїжджав інспектор, який зазначив, що сім'я Клюніс-Росс буквально є власником острова: ними вводяться, тлумачаться і виконуються закони, на острові ходять свої гроші, Клюніс-Росс повністю контролюють зовнішню і внутрішню торгівлю і забезпечують всі потреби жителів острова. З 1837 року на острові були відсутні металеві гроші, а з 1887 Георг стала випускати власна рупія Кокосових островів.
Георг зацікавився сусіднім острів Різдва, направивши на нього геолога Джона Мюррея, який знайшов там багаті поклади фосфатів. У 1891 році Міністерство у справах колоній схвалило спільну оренду острова Георгом Клюніс-Россом і Джоном Мюрреєм.
У 1901 році підводний телеграф з'єднав Кокосовий острів з Великою Британією і Австралією. В 1909 році циклон зруйнував близько 90% кокосових плантацій.

### Джон Сесіл Клюніс-Росс (Росс V)
На право власності на острови претендувала родина Росс до 1978 року, коли Джон Сесіл Клуніс-Росс (народився 29 листопада 1928 року), відомий як Туан Джон продав їх Австралійській Співдружності за 2,5 мільйона фунтів стерлінгів (4,75 мільйона доларів США) під загрозою експропріації за винятком його будинку на Хоум-Айленді, який зрештою був придбаний урядом у 1993 році Співдружність вже керувала островами з листопада 1955 року, після проголошення Закону про острови Кокос (Кілінг) 1955 року.
Джон Сесіл Клюніс-Росс зрештою збанкрутував після того, як австралійський уряд відмовився надати будь-який бізнес його судноплавній компанії. Потім він переїхав до Перт зі своєю дружиною Під час референдуму про статус Кокосових (Кілінгових) островів 1984 року, він виступав за незалежність, але більшість жителів острова вибрали інтеграцію з Австралією.
Він помер у Перті у віці 92 років 13 вересня 2021 року.

## Королі Кокосових островів

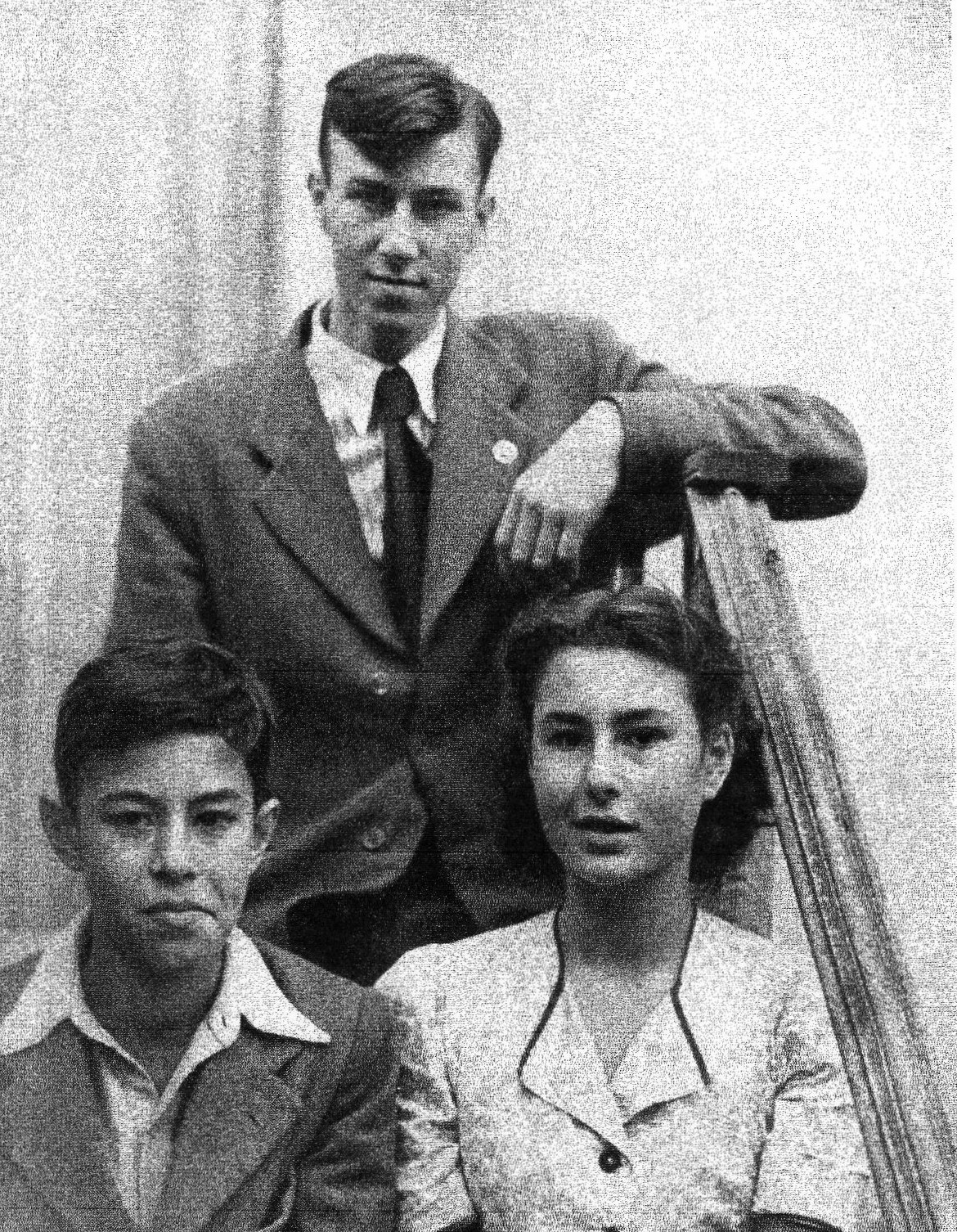
Сім'я Клюні-Росс, 1930-ті роки

- Росс I — 1827—1854 Сім'я Клюні-Росс, 1930-ті роки
- Росс II — 1854—1871
- Росс III — 1871—1910
- Росс IV — 1910—1944
- Росс V — 1944—1978

## Інші члени династії
- Клюніс-Росс Альфред (1851-1903) - регбіст, син Джона Джорджа Клюніс-Росса (Росса II).
- Клюніс-Росс Ієн (1899-1959) - глава CSIRO, онуковий племінник Росса I.